# Argyrochosma lumholtzii
Argyrochosma lumholtzii là một loài thực vật có mạch trong họ Adiantaceae. Loài này được (Maxon & Weath.) Windham miêu tả khoa học đầu tiên năm 1987.